# J. Rey Soul
J. Rey Soul, pseudonimo di Jessica Joy Seria Reynoso (Hong Kong, 7 ottobre 1997), è una cantante filippina.
Nel 2019 è entrata nei Black Eyed Peas in qualità di turnista, collaborando anche in alcuni brani dei loro album.

## Carriera
Ha partecipato alla prima edizione di The Voice of the Philippines, esibendosi nella sesta puntata e venendo scelta da apl.de.ap, uno dei componenti dei Black Eyed Peas. Viene eliminata nell'episodio 28 ad un passo dalle semifinali.
Nel 2019 intraprende come ospite una tournée mondiale, assieme al gruppo Black Eyed Peas, e sempre assieme a loro e a Ozuna, partecipa come voce al brano Mamacita, traccia assieme a Ritmo (Bad Boys for Life), estratti come singoli dall'album della band Translation, pubblicato il 19 giugno 2020. Nel giugno dello stesso anno J. Rey Soul diventa ufficialmente una delle voci del gruppo. Riceve una candidatura assieme ai BEP al MTV Video Music Awards 2020 per il miglior video latino al video musicale Mamacita.

## Discografia

### Singoli
- 2020 – Mamacita (con i Black Eyed Peas e Ozuna)

### Collaborazioni
- 2018 – Black Eyed Peas – Masters of the Sun Vol. 1 (voce aggiuntiva in Back 2 Hiphop, Yes or No, Constant Pt. 1 Pt. 2, Dopeness, New Wave, Vibration Pt. 1 Pt. 2, Wings, Ring the Alarm Pt. 1, Pt. 2, Pt. 3 e Big Love)
- 2020 – Black Eyed Peas – Translation (voce aggiuntiva in Vida loca, Tonta Love, Celebrate e I Woke Up)
- 2022 – Black Eyed Peas – Elevation (voce aggiuntiva in Double d'z)